# The Sinking City 2
The Sinking City 2 — будущая компьютерная игра в жанре survival horror, разрабатываемая студией Frogwares. При создании игры разработчики вдохновлялись жанром Лавкрафтовских ужасов. Выпуск игры на платформах PlayStation 5 и Xbox Series X/S назначен на 2025 год.
Игра является продолжением The Sinking City, действие которой происходит в городе Аркхэм в 1920-е годы.

## Игровой процесс
Действие The Sinking City 2 разворачивается в частично открытом мире с акцентом на исследовании и сражениях с монстрами. По мере прохождения игры уровень воды будет подниматься, преображая локации. Игрок сможет собирать ресурсы, а в бою применять огнестрельное и холодное оружие. В игре присутствует система расследований, в рамках которой игрок может разрешать необязательные для прохождения головоломки, чтобы открыть дополнительные выборы, раскрыть детали сюжета или разблокировать секретные зоны.

## Сюжет
События игры будут происходить в городе Аркхэме в 1920 году. Аркхэм пострадал от беспрецедентно сильного наводнения. В игре будет независимый от The Sinking City сюжет.

## Разработка
Игра была анонсирована в рамках презентации Xbox Partner Preview, организованной Microsoft Gaming, в марте 2024 года. Для привлечения финансирования разработчики планируют запустить краудфандинговую кампанию на Kickstarter, которая должна позволить им закончить игру и добавить дополнительные функции. По словам Ваэля Амра, генерального директора студии: «в условиях регулярных сбоев в [украинской] энергетической инфраструктуре и необходимости переезда в кратчайшие сроки для членов команды, подобная финансовая подушка оказалась очень кстати. Так что мы планируем аналогично поступить с The Sinking CIty 2, учитывая, что эта игра существенно больше и сложнее».